# Joseph Cotten
Joseph Cheshire Cotten (Petersburg, 15 de mayo de 1905 - Westwood, 6 de febrero de 1994) fue un actor estadounidense. Llegó al cine de la mano de Orson Welles, colaborando en películas como Citizen Kane o El tercer hombre, y se dio a conocer al gran público por algunas de sus interpretaciones en películas de Alfred Hitchcock (La sombra de una duda y Atormentada).

## Biografía
Nació en Petersburgo (Virginia) en el seno de una familia de la alta sociedad. Sus padres, Joseph Cotten Sr. y Sally Bartlett, tuvieron otros dos hijos, Whit y Sam, siendo Joseph el mayor de ellos. En 1931 se casó con su primera mujer, Leonore Kipp, una pianista, y su matrimonio duró hasta la muerte de ella en 1960. Ese mismo año se casó con la actriz británica de origen canario Patricia Medina y el matrimonio duró 34 años, hasta la muerte de él. Tras una larga lucha contra el cáncer, murió de neumonía en 1994. 

### Teatro
Estudió interpretación en la Hickman School de Washington D. C. Trabajó como crítico de cine para el Miami Herald y se dedicó a la publicidad, a la radio y al teatro, teniendo lugar su debut en Broadway en 1930. Interpretó papeles principales en obras teatrales como Jezabel, Julio César, Historias de Filadelfia (junto a Katharine Hepburn) y Sabrina Fair. 
Fue en ese ambiente teatral donde conoció a Orson Welles, con el cual fundó, en 1937, el Mercury Theatre.

### Ciudadano Kane y Welles

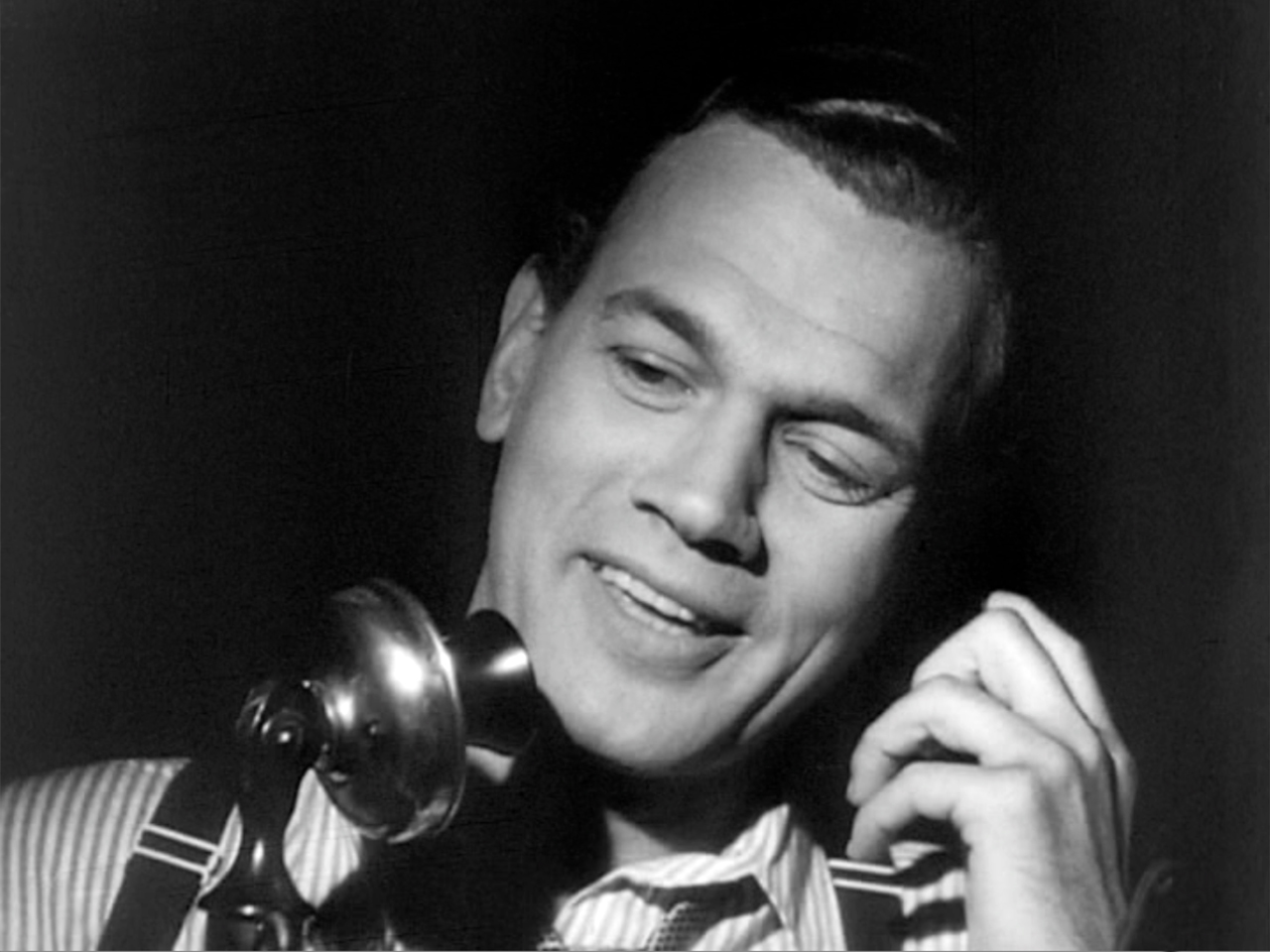
En Ciudadano Kane.

Su debut en el cine fue en la primera producción de Orson Welles, Ciudadano Kane, en el papel de Jedediah Leland, en 1941. Debido a que la película se basaba en la vida real del magnate de la comunicación William Randolph Hearst, este hizo todo lo posible para que no se distribuyera y la atacó sistemáticamente desde sus periódicos. Consiguió sabotear la película, que sólo ganó un Óscar. Sin embargo, es considerada una obra maestra y una de las mejores películas de la historia del cine,[cita requerida]  e iba a ser decisiva para lanzar la carrera cinematográfica de Cotten y para darle el prestigio de gran actor que mantuvo durante toda su trayectoria. Para el reparto de la película, Welles utilizó a varios actores de la compañía teatral Mercury Theatre, que había fundado con Cotten.

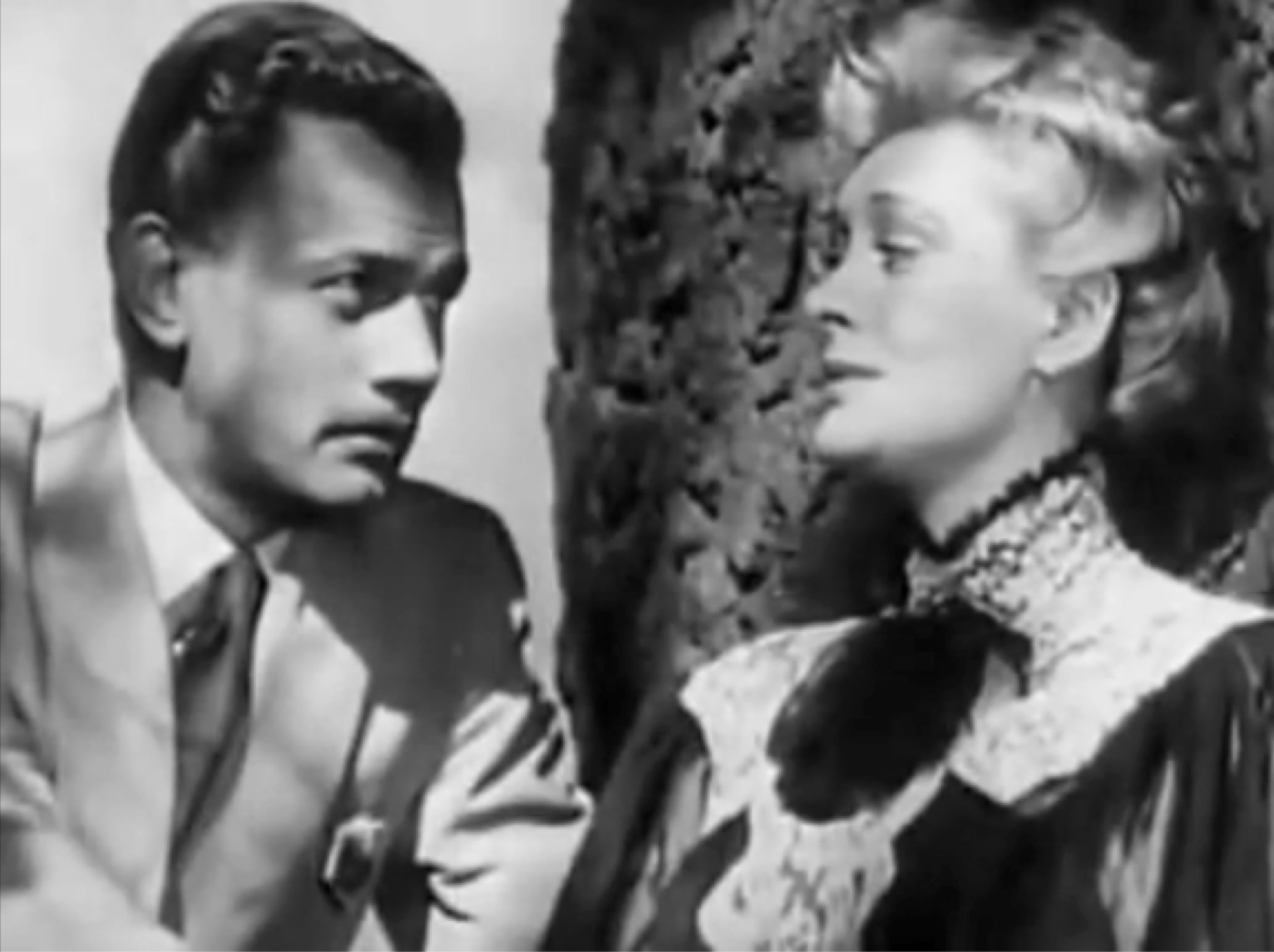
Fotograma de El cuarto mandamiento

El tercer papel de Cotten en el cine fue también en otra película de Orson Welles, El cuarto mandamiento, en la que interpretaba el papel de Eugene Morgan, que lo consolidó definitivamente en el mundo del cine.
Sus últimas colaboraciones con Welles fueron en las producciones El tercer hombre de Carol Reed en 1949, aunque en este caso Welles y él sólo fueron compañeros de reparto, y en la película Sed de Mal, dirigida por Welles en 1958, donde Cotten hace un cameo.
A pesar de no seguir colaborando juntos, a Welles y a Cotten siempre les uniría una gran amistad.

### Décadas de 1940 y 1950

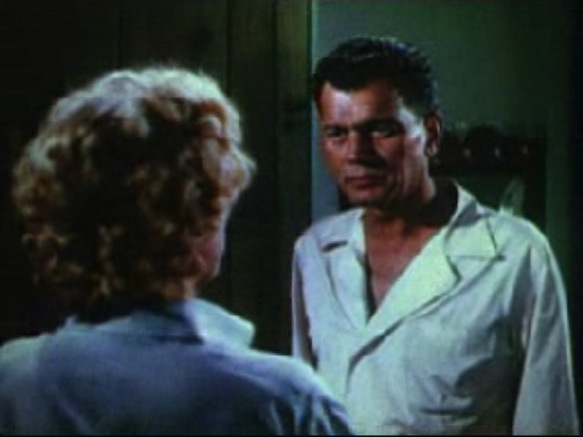
Junto a Marilyn Monroe en Niágara

Fue un actor muy versátil y tras su gran éxito en El ciudadano Kane, colaboró en varias películas de Alfred Hitchcock. La primera de ellas fue La sombra de una duda en 1943, junto a Teresa Wright, en la que interpretaba a un asesino en serie. La otra colaboración sería en la película Atormentada de 1949, junto a Ingrid Bergman. Volvió a coincidir con Bergman en la película de George Cukor, Luz que agoniza, en 1944, como actor secundario. Este papel relanzó su carrera pese a que fue el único actor del reparto de la película que no estuvo nominado a ningún Globo de Oro ni a ningún Óscar de Hollywood. 
Su trayectoria a lo largo de las décadas de 1940 y 50 fue muy fructífera, participando en un gran número de películas. Duelo al sol, con Jennifer Jones, en 1946 y Niágara, de Henry Hathaway, junto a Marilyn Monroe, en 1953, fueron dos de sus películas más conocidas.

### Décadas de 1960 y 1970
En las décadas de 1960 y 70 su carrera se tornó un tanto irregular, participando en películas como Canción de cuna para un cadáver de Robert Aldrich, con Bette Davis y Olivia de Havilland, y Cuando el destino nos alcance, con Charlton Heston, pero también dedicándose a películas de serie B o a películas para televisión, con las excepciones de Aeropuerto 77 y Tora! Tora! Tora!.

## Filmografía
- Too Much Johnson (1938)
- Ciudadano Kane (1941)
- Lidia (1941)
- El cuarto mandamiento (1942)
- Estambul (1943)
- La sombra de una duda (1943)
- Gaslight (1944)
- Desde que te fuiste (1944)
- Te volveré a ver (1944)
- Cartas a mi amada, de William Dieterle (1945)
- Duelo al sol (1946)
- Un destino de mujer (1947)
- Jennie (1948)
- El tercer hombre (1949)
- Despacio, forastero (1949)
- Beyond the Forest (1949)
- Atormentada (1949)
- Entre dos juramentos (1950)
- Los condenados no lloran (1950)
- Seria de día, coqueta de noche (1951)
- Pekín (1951)
- Trampa de acero (1952)
- Niágara (1953)
- El asesino anda suelto (1955)
- Barreras de orgullo (1956)
- De la tierra a la luna (1958)
- El último atardecer (1961)
- Canción de cuna para un cadáver (1964)
- Las pistolas del norte de Texas (1965)
- Brighty of the Grand Canyon (1967)
- Los despiadados (1967)
- Comanche blanco (1968)
- Tora! Tora! Tora! (1970)
- Sembrando ilusiones, de Luigi Comencini (Lo scopone scientifico, 1972)
- Cuando el destino nos alcance (1973)
- Aeropuerto 77 (1977)
- Alerta: Misiles, de Robert Aldrich (1977)
- La isla de los hombres peces (1979)

## Premios y distinciones
Festival Internacional de Cine de Venecia
| Año  | Categoría                 | Galardonado | Resultado |
| ---- | ------------------------- | ----------- | --------- |
| 1949 | Copa Volpi al mejor actor | Jennie      | Ganador   |